# Vanda (odrůda jablek)

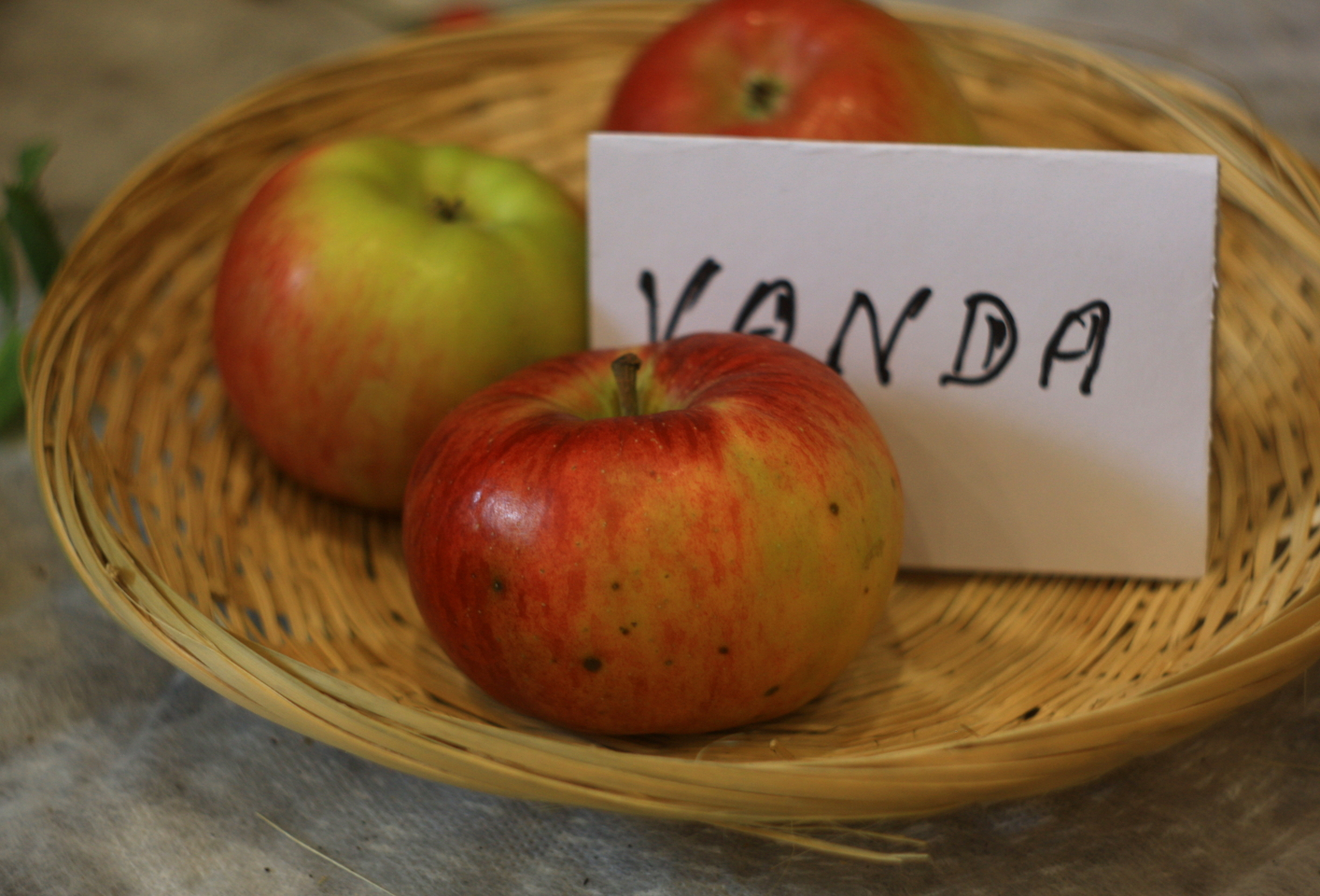
odrůda jabloně Vanda

Vanda (Malus domestica 'Vanda') je ovocný strom, kultivar druhu jabloň domácí z čeledi růžovitých. Plody jsou řazeny mezi odrůdy zimních jablek, sklízí se v září, dozrává v října, skladovatelné jsou do ledna. Odrůda je považována za rezistentní vůči některým chorobám, odrůdu lze pěstovat bez chemické ochrany. Zralé plody opadávají, je náchylná k hořké skvrnitosti. Chuť plodů je dobře hodnocena.

## Historie

### Původ
Byla vyšlechtěna v ČR, v Ústavu experimentální botaniky AVČR, Střížovice. Odrůda vznikla zkřížením odrůd 'Jolana' a 'Lord Lambourne'.

## Vlastnosti
Odrůda je diploidní, je dobrý opylovač. 

### Růst
Růst odrůdy je střední. Koruna je spíše rozložitá než vzpřímená. Pravidelný řez není nezbytný, vhodný je zejména letní řez. Podle některých zdrojů na silný řez odrůda reaguje hořkou skvrnitostí (fyziologická pihovitost plodu) na plodech. Stejně odrůda reaguje ale i hnojení dusíkem, jde tedy o zřejmě reakci odrůdy spojenou s nadměrným růstem a nedostatečným vyzráváním pletiv.

## Plodnost
Plodí záhy, mnoho a pravidelně.

## Plod
Plod je kulovitý, velký. Slupka hladká, žlutozelené zbarvení je někdy překryté červeným žíháním. Dužnina je bílá se sladce navinulou výbornou chutí.

## Choroby a škůdci
Odrůda je rezistentní proti strupovitostí jabloní a vysoce odolná k padlí.

## Použití
Je vhodná ke skladování a přímému konzumu. Odrůdu lze použít do středních až vyšších poloh.